# Capote de brega

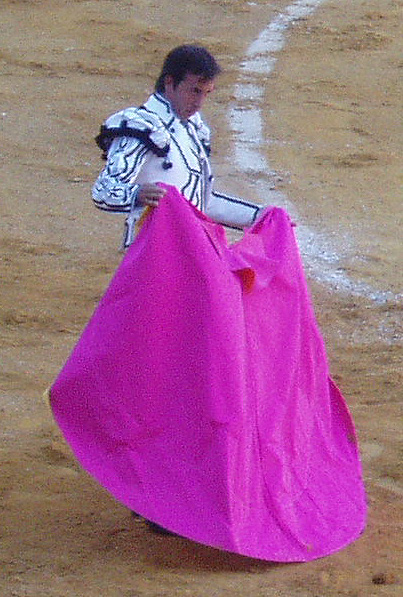
Torero con el capote de brega.

El capote de brega también denominado capote, o capa es un instrumento para torear, pesado y de tela bastante rígida, con forma de capa, que se usa tanto para fijar y poner en suerte al toro de lidia como para efectuar lances artísticos durante los dos primeros tercios de una corrida de toros. El tamaño varía entre los 113 y los 123 cm y su peso entre 4 y 6 kg. Se debe distinguir de la muleta, más pequeña y ligera, de color rojo y utilizada en el último tercio de la lidia.
Su origen se encuentra en los primeros tiempos de la tauromaquia cuando los caballeros que salían a rejonear y sus ayudantes de a pie vestían con capa y se servían de ellas en su lance con el toro. De aquella capa se originó el capote, que era de color rojo y de lana ligera (a la que se llamaba lamparilla). Actualmente es de color fucsia con vueltas amarillas, verdes, azules o moradas según la preferencia del torero. La tela también ha cambiado y es de material sintético (nylon) o de seda para impedir que se enganche el cuerno del toro. El capote está tratado con productos químicos para evitar que penetre la sangre del animal y para darle peso y rigidez.
En la parte superior central se encuentra la esclavina. En ocasiones, y a gusto del diestro, puede llevar algún elemento bordado que dota al capote de personalidad. En las vueltas del capote, figura serigrafiado el nombre del diestro.

## Capote de paseo

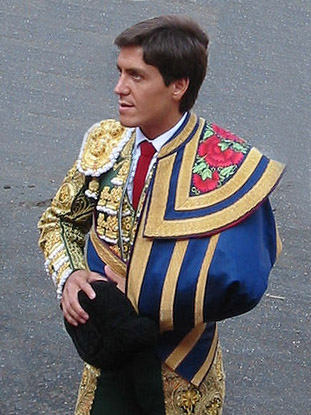
Antonio Barrera con el capote de paseo liado al cuerpo.

El capote de brega no se debe confundir con el capote de paseo. Este último solo se usa con fines ornamentales, liado en el traje del espada durante el paseíllo. Tiene la misma forma que el capote de brega, pero es más lujoso, ligero y de menor tamaño. Suele ser de seda, bordado en oro y lentejuelas, adornado con galones y a veces con imágenes religiosas. Es costumbre entregarlo al acabar el paseíllo a alguna persona de confianza para que se lo guarde al diestro durante la lidia. Suele ser habitual entregar el capote de paseo a una persona que ocupe una localidad en barrera para poder lucirlo apoyado sobre la misma.